# Аям чемани
Аям чемани (индон. ayam cemani, яв. ayam cemani) — редкая декоративная порода кур родом из Индонезии. Необычная окраска связана с доминантной мутацией, которая вызывает фибромеланоз — аномальное увеличение числа меланоцитов, которые присутствуют не только в покровах, но и в мускулатуре,  внутренних органах, костях.  Внутри куры красные, как и кровь и скорлупа яиц такие же, как у кур обычных пород: их цвет не связан с меланинами.

## Название
Ayam cemani с индонезийского и яванского языков можно перевести как чёрная курица.
Ayam означает петух, курица или цыплёнок на индонезийском и яванском. В разговорном яванском (ngoko) вместо слова ayam употребляется pitik, это слово также было заимствовано в индонезийский. Существуют другие местные индонезийские породы, в названии которых используется слово аям, например аям бекисар. При указании названия породы слово аям может опускаться.
Cemani на яванском — тёмного цвета кожи, в индонезийский это слово было заимствовано в значении полностью, совершенно чёрный. Латинская буква c в индонезийском и яванском языках обозначает звук, похожий на русский ч.

## Происхождение
Аям чемани — прямой потомок гибрида аям бекисар, появившегося от скрещивания самцов зелёной джунглевой курицы и самок банкивской джунглевой курицы и/или самок домашней курицы. Непосредственным предком являются чёрные куры аям кеду, в основном выращиваемые в деревнях Кеду (Kedu), Беджи (Beji) и Кахурипан (Kahuripan) в районе Кеду (Kedu) округа Темангунг провинции Центральная Ява, Индонезия. Эта или схожая порода была описана ещё голландскими колониальными поселенцами. Куры кеду существуют по меньшей мере в трёх разновидностях, разнообразных цветов, от чёрного до белого: кеду хитам (чёрные кеду), включающие в себя и чемани, кеду путих (белые кеду) и кеду блирик (кеду лурик).
В Европу впервые была завезена в 1998 году голландским селекционером Яном Стеверинком (нидерл. Jan Steverink). Популяция в Европе очень мала. В настоящее время её можно встретить в Нидерландах, Германии, Словакии, Беларуси, Украине и Чехии. Также распространена в США.
Кеду чемани, другая полностью чёрная курица, является разновидностью аям чемани.

## Описание
У птицы чёрное с зелёным отливом оперение, чёрные лапы, когти, клюв, язык, кожа, гребень и бородка, глазные яблоки, мясо, кости и внутренние органы. Вес петухов в среднем составляет 2—2,5 кг, куриц — 1,5—2 кг. Куры несут яйца кремового цвета с лёгким розовым оттенком, которые весят в среднем 45 г.
Эта порода столь уникальна и редка, что цыплёнок в самой Индонезии стоит около 200 долларов, а за её пределами цена может достигать нескольких тысяч — так, в США такая птица может продаваться по цене 2500 долларов.
Международные исследователи, которыми руководил шведский генетик из Университета Уппсала — Лейф Андерссон (англ. Leif Andersson), разобрались в этом феномене: ген EDN3 регулирует деятельность клеток, производящих пигмент. По невыясненной причине активность этого гена у аям чемани в 10 раз превышает нормальную, окрашивая у кур в чёрный цвет всё, кроме крови.

## Использование
В Индонезии птиц используют в производстве яиц и мяса для местного потребления. Также они находят применение в религиозных обрядах и народной медицине, в том числе для лечения органов кровообращения и дыхания. Этих кур приносят в жертву для избавления от неудачи. В Таиланде породу считают обладающей мистической силой. На острове Бали аям чемани используют в петушиных боях.
Аям чемани — одна из многих местных индонезийских пород, представляющих интерес для птицеводства. Местные породы более приспособлены к тропическому климату, менее восприимчивы к болезням (в частности, аям чемани обладают высокой резистентностью к вирусу птичьего гриппа). Их мясо и яйца ценятся за свой вкус, а производство обходится дешевле.
Порода относится к медленно растущим. Удлинение периода роста влияет на концентрацию химических составляющих в мясе, что приводит к более привлекательному запаху и вкусу продукта. Мясо цыплят аям чемани богато белком, содержит мало жира и потенциально может быть востребовано ценителями за редкость и оригинальность. Например, в США куры с чёрной кожей (шёлковые) часто встречаются в розничной продаже и очень популярны из-за необычного внешнего вида.
В развитых странах (Германии, Франции) производство медленно растущих кур составляет от 10 до 40 % рынка, и популярность такого продукта постоянно возрастает.
В Европе аям чемани считается декоративной породой.